# Нільве Ганна Іллівна
Га́нна Іллі́вна Ні́льве (26 липня 1918, Одеса — 5 травня 1981, Одеса, УРСР, СРСР) — український педагог, доктор історичних наук.

## Біографія
Г. І. Нільве народилася 26 липня 1918 року в Одесі.
У 1939 році закінчила історичний факультет Одеського державного педагогічного інституту. Працювала асистентом кафедри марксизму-ленінізму Одеського медичного інституту.
Під час нацистської навали з 1941 року перебувала в евакуації та до 1945 року вчителювала у місті Семипалатинськ.
В 1945—1953 та 1956—1959 роках працювала старшим викладачем кафедри історії народів СРСР Одеського державного університету, а у 1953—1956 роках — старшим викладачем кафедри історії народів СРСР Одеського державного педагогічного інституту.
У 1956 році в Московському державному історико-архівному інституті захистила дисертацію «Боротьба класів та партій з аграрного питання у II Державній думі» на здобуття наукового ступеня кандидата історичних наук.
Протягом 1959—1964 років була директором одеської середньої школи робітничої молоді № 13 та продовжувала викладацьку роботу за сумісництвом в Одеському університеті та Одеському кредитно-економічному інституті.
В 1964 році була прийнята на посаду старшого викладача кафедри історії КПРС і філософії Одеського державного педагогічного інституту імені К. Д. Ушинського. З 1965 року обіймала посаду доцента кафедри марксизму-ленінізму, з 1968 року — доцента кафедри політекономії.
У 1969 році присвоєно вчене звання доцента.
В 1979 році захистила дисертацію «Розробка В. І. Леніним аграрного питання з 1893 р. до 1917 р.: соціально-політичний аспект» та здобула науковий ступінь доктора історичних наук.
З 1979 року виконувала обов'язки професора кафедри політичної економії.
Померла 4 травня 1981 року в Одесі. Похована на Другому християнському кладовищі.

## Наукова діяльність
Вивчала проблеми селянства та питання аграрної політики в Росії у дореволюційний період.

#### Праці
- Борьба классов и партий по аграрному вопросу во II Государственной думе: Автореферат диссертации на соискание ученой степени кандидата исторических наук / А. И. Нильве. — Одесса, 1955. — 20 с. https://search.rsl.ru/ru/record/01005897547
- Поземельні відносини і становище селян Росії до початку першої буржуазно-демократичної революції/ Г. І. Нільве.// Наукові записки Одеського державного педагогічного інституту ім. К. Д. Ушинського. — Т. ХІІ. До 50-річчя першої російської революції. — Одеса, 1956. — С. 19—42.

- К методике изучения приговоров и наказов крестьян, посланных во II Государственную Думу / А. И. Нильве.// Археографический ежегодник за 1970 год. — М.: Наука, 1971. — С. 174—181.

- Борьба В. И. Ленина с ревизионизмом в аграрном вопросе и ее международное значение/ А. И. Нильве. — М.: МГУ, 1973. — 147 с.

- Розвиток В. І. Леніним теорії наукового комунізму в аграрному питанні (1893—1916 рр.) / Г. І. Нільве. — К.: Вища школа, 1973. — 156 с.

- Приговоры и наказы крестьян во II Государственную Думу / А. И. Нильве.// История СССР. — 1975. — № 5. — С. 99 — 110.
- Разработка В. И. Лениным аграрного вопроса с 1893 г. до 1917 г. : (Социально-политический аспект): Автореферат диссертации на соискание ученой степени доктора исторических наук/ А. И. Нильве. — Москва, 1977. — 46 с. https://search.rsl.ru/ru/record/01007474038